# 双链断裂
雙鏈斷裂（英語：double-strand break），又稱雙股斷裂，是指双股DNA分子的两条单链在同一位置被切割时发生的现象。双股断裂可誘發DNA修复，可能造成遺傳重組，细胞也有一些系统作用於其他时候造成的双股断裂。